# Sciades paucus
Sciades paucus és una espècie de peix de la família dels àrids i de l'ordre dels siluriformes.

## Morfologia
- Els mascles poden assolir 130 cm de longitud total.
- Nombre de vèrtebres: 55-57.[6]

## Hàbitat
És un peix d'aigua dolça i de clima tropical.

## Distribució geogràfica
Es troba a Austràlia.